# Furikake
Furikake (jap. 振り掛け ili ふりかけ) ) je mješavina obično sljedećih začina: naribana riba, sezam, ružmarin, soja, morska trava, sol, šećer i glutamat.
Na tržištu se mogu naći mnoge kombinacije Furikake začin, ali se smatra da osnovu te mješavine čine gore navedi sastojci. Furikake je za Japance ono, što je Vegeta u Hrvatskoj i u široj regiji.

## Variacije
- Gomasio - Slično furikakeju ali s crnim kuhanim sezamom i morske soli.
- Shichimi
- Ohazuke - Kao Furikake ali s rižom natopleljenoj u zelenom čaju.